# Kristoffer Eriksen Sundal
Kristoffer Eriksen Sundal (ur. 7 lutego 2001 w Oslo) – norweski skoczek narciarski. Srebrny medalista mistrzostw świata w narciarstwie klasycznym z 2023 oraz brązowy z 2025 w drużynie męskiej. Medalista mistrzostw Norwegii.

## Przebieg kariery

### Początki
W grudniu 2017 w Notodden zadebiutował w FIS Cupie, zajmując 22. lokatę, tym samym zdobywając pierwsze punkty do klasyfikacji generalnej tego cyklu. W marcu 2018 w Falun po raz pierwszy uplasował się w czołowej dziesiątce zawodów tego cyklu, zajmując 10. pozycję. W styczniu 2019 w Otepää był drugi w mistrzostwach krajów nordyckich juniorów. W sierpniu 2021 w Râșnovie, w ramach letniej edycji cyklu, zadebiutował w Pucharze Kontynentalnym – w pierwszym konkursie był 37., a w drugim zdobył punkty, zajmując 24. lokatę.

### Sezon 2022/2023
W lipcu 2022 zadebiutował w Letnim Grand Prix, zajmując 34. i 36. miejsce w Wiśle. Czterokrotnie zajmował 3. pozycję w konkursach Letniego Pucharu Kontynentalnego 2022. Na tej samej lokacie ukończył cały ten cykl.
5 listopada 2022 w Wiśle w swoim pierwszym starcie w Pucharze Świata zdobył punkty dzięki zajęciu 18. pozycji. W dalszej części sezonu 2022/2023 regularnie występował w tym cyklu. Do końca lutego 2023 najwyżej klasyfikowany był na 15. miejscu. Wystartował na Mistrzostwach Świata w Narciarstwie Klasycznym 2023. Indywidualnie zajął 21. pozycję na skoczni normalnej oraz 18. na dużej, a w drużynie męskiej, wraz z Johannem André Forfangiem, Mariusem Lindvikiem i Halvorem Egnerem Granerudem, zdobył srebrny medal. W marcowych zawodach indywidualnych Pucharu Świata trzykrotnie znalazł się w pierwszej dziesiątce. W najlepszym występie, w otwierającym Raw Air 2023 konkursie w Oslo, zajął 7. lokatę. Sezon 2022/2023 Pucharu Świata ukończył na 27. miejscu w klasyfikacji generalnej z 246 punktami.

### Sezon 2023/2024
Na Igrzyskach Europejskich 2023 zajął 23. pozycję na skoczni normalnej i 28. na dużej indywidualnie. Regularnie występował w zawodach Pucharu Świata 2023/2024, w większości startów zdobywając punkty. Do końca stycznia 2024 najwyżej w cyklu sklasyfikowany był na 7. miejscu. Znalazł się w norweskiej kadrze na Mistrzostwa Świata w Lotach Narciarskich 2024, ale nie wystąpił w żadnym konkursie.
3 lutego 2024 po raz pierwszy w karierze stanął na podium konkursu indywidualnego Pucharu Świata, zajmując 3. miejsce w zawodach w Willingen. Wynik ten powtórzył 18 lutego w Sapporo, a 9 marca zawody Raw Air 2024 w Oslo ukończył na 2. pozycji. Dzień później po upadku w prologu do kolejnego konkursu doznał kontuzji łąkotki, w wyniku czego zakończył sezon. W klasyfikacji generalnej Pucharu Świata 2023/2024 znalazł się na 21. lokacie z 458 punktami.

### Sezon 2024/2025
Do treningów na skoczni powrócił w lipcu 2024. 14 września 2024 zdobył pierwsze punkty Letniego Grand Prix, kończąc zawody w Wiśle na 7. miejscu. W Letnim Grand Prix 2024 najwyżej sklasyfikowany był na 5. pozycji, którą zajął w ostatnim konkursie cyklu w Klingenthal. W sezonie 2024/2025 Pucharu Świata zdobył punkty we wszystkich zawodach indywidualnych, w których wystąpił, najczęściej kończąc je w pierwszej dziesiątce. Raz stanął na podium – 15 grudnia 2024 zajął 3. lokatę w Titisee-Neustadt.
Na Mistrzostwach Świata w Narciarstwie Klasycznym 2025 w Trondheim zdobył brązowy medal w konkursie drużynowym mężczyzn, w którym wystąpił wraz z Johannem André Forfangiem, Robinem Pedersenem i Mariusem Lindvikiem. Indywidualnie na skoczni normalnej zajął 33. miejsce, a na dużej został zdyskwalifikowany za nieregulaminowy kombinezon. Po zakończeniu mistrzostw, w związku z wykryciem manipulacji sprzętowych w używanych na nich strojach, Sundal został wraz z pozostałymi norweskimi skoczkami zawieszony do końca sezonu w uczestnictwie w zawodach FIS. Puchar Świata 2024/2025 ukończył na 12. pozycji w klasyfikacji generalnej z 678 punktami.

### Mistrzostwa Norwegii
Sundal stawał na podium mistrzostw Norwegii. Indywidualnie zdobył srebrny medal latem 2024 i zimą 2025 oraz brązowy dwukrotnie latem 2022. W drużynie męskiej, reprezentując Oslo, zdobył brąz zimą 2019 i latem 2024, a w zespole mieszanym – brąz latem 2024.

## Mistrzostwa świata

### Indywidualnie
| 2023 Planica   | – | 21. miejsce (K-95), 18. miejsce (K-125)     |
| 2025 Trondheim | – | 33. miejsce (K-94), dyskwalifikacja (K-124) |

### Drużynowo
| 2023 Planica   | – | srebrny medal (K-125) |
| 2025 Trondheim | – | brązowy medal (K-124) |

### Starty K. E. Sundala na mistrzostwach świata – szczegółowo
| Miejsce | Dzień     | Rok  | Miejscowość | Skocznia            | Punkt K | HS     | Konkurs  | Skok 1  | Skok 2  | Nota                   | Strata    | Zwycięzca      |
| ------- | --------- | ---- | ----------- | ------------------- | ------- | ------ | -------- | ------- | ------- | ---------------------- | --------- | -------------- |
| 21.     | 25 lutego | 2023 | Planica     | Srednja skakalnica  | K-95    | HS-102 | indywid. | 97,5 m  | 91,0 m  | 233,9 pkt              | 27,9 pkt  | Piotr Żyła     |
| 18.     | 3 marca   | 2023 | Planica     | Bloudkova velikanka | K-125   | HS-138 | indywid. | 125,0 m | 130,0 m | 249,8 pkt              | 37,7 pkt  | Timi Zajc      |
| 2.      | 4 marca   | 2023 | Planica     | Bloudkova velikanka | K-125   | HS-138 | druż.    | 133,5 m | 133,5 m | 1166,0 pkt (281,0 pkt) | 12,9 pkt  | Słowenia       |
| 33.     | 2 marca   | 2025 | Trondheim   | Granåsen            | K-94    | HS-102 | indywid. | 93,5 m  | –       | 107,0 pkt              | 158,5 pkt | Marius Lindvik |
| 3.      | 6 marca   | 2025 | Trondheim   | Granåsen            | K-124   | HS-138 | druż.    | 124,5 m | 134,5 m | 1065,3 pkt (253,7 pkt) | 15,5 pkt  | Słowenia       |
| —       | 8 marca   | 2025 | Trondheim   | Granåsen            | K-124   | HS-138 | indywid. | DSQ     | DSQ     | DSQ                    | DSQ       | Domen Prevc    |

## Igrzyska europejskie

### Indywidualnie
| 2023 Kraków/Zakopane | – | 23. miejsce (K-95), 28. miejsce (K-125) |

### Starty K. E. Sundala na igrzyskach europejskich – szczegółowo
| Miejsce | Dzień      | Rok  | Miejscowość | Skocznia        | Punkt K | HS     | Konkurs  | Skok 1  | Skok 2  | Nota      | Strata   | Zwycięzca         |
| ------- | ---------- | ---- | ----------- | --------------- | ------- | ------ | -------- | ------- | ------- | --------- | -------- | ----------------- |
| 23.     | 29 czerwca | 2023 | Zakopane    | Średnia Krokiew | K-95    | HS-105 | indywid. | 96,0 m  | 98,0 m  | 221,6 pkt | 48,7 pkt | Daniel Tschofenig |
| 28.     | 1 lipca    | 2023 | Zakopane    | Wielka Krokiew  | K-125   | HS-140 | indywid. | 129,0 m | 126,5 m | 228,5 pkt | 50,6 pkt | Dawid Kubacki     |

## Puchar Świata

### Miejsca w klasyfikacji generalnej
| Sezon     | Miejsce |
| --------- | ------- |
| 2022/2023 | 27.     |
| 2023/2024 | 21.     |
| 2024/2025 | 12.     |

### Miejsca na podium
| Sezon PŚ  | 1. miejsce | 2. miejsce | 3. miejsce | Razem |
| 2022/2023 | –          | –          | –          | –     |
| 2023/2024 | –          | 1          | 2          | 3     |
| 2024/2025 | –          | –          | 1          | 1     |
| Suma      | 0          | 1          | 3          | 4     |

### Miejsca na podium w konkursach indywidualnych Pucharu Świata chronologicznie
| Lp. | Dzień      | Rok  | Miejscowość      | Skocznia          | Punkt K | HS     | Skok 1  | Skok 2  | Nota      | Lok. | Strata   | Zwycięzca            |
| --- | ---------- | ---- | ---------------- | ----------------- | ------- | ------ | ------- | ------- | --------- | ---- | -------- | -------------------- |
| 1.  | 3 lutego   | 2024 | Willingen        | Mühlenkopfschanze | K-130   | HS-147 | 138,0 m | 150,0 m | 219,9 pkt | 3.   | 32,8 pkt | Johann André Forfang |
| 2.  | 18 lutego  | 2024 | Sapporo          | Ōkurayama         | K-123   | HS-137 | 139,5 m | 138,0 m | 261,7 pkt | 3.   | 11,9 pkt | Domen Prevc          |
| 3.  | 9 marca    | 2024 | Oslo             | Holmenkollbakken  | K-120   | HS-134 | 127,5 m | 131,0 m | 246,2 pkt | 2.   | 8,8 pkt  | Stefan Kraft         |
| 4.  | 15 grudnia | 2024 | Titisee-Neustadt | Hochfirstschanze  | K-125   | HS-142 | 143,0 m | 140,0 m | 284,7 pkt | 3.   | 5,7 pkt  | Pius Paschke         |

### Miejsca w poszczególnych konkursach indywidualnych Pucharu Świata
stan na po zakończeniu sezonu 2024/2025
| Źródło | Źródło            | Źródło           | Źródło            | Źródło                 | Źródło                 | Źródło                 | Źródło                 | Źródło           | Źródło                       | Źródło           | Źródło                       | Źródło          | Źródło              | Źródło          | Źródło           | Źródło                | Źródło                | Źródło          | Źródło            | Źródło            | Źródło            | Źródło        | Źródło      | Źródło          | Źródło            | Źródło            | Źródło          | Źródło          | Źródło          | Źródło        | Źródło        | Źródło | Źródło | Źródło | Źródło | Źródło | Źródło | Źródło | Źródło | Źródło | Źródło | Źródło | Źródło | Źródło | Źródło | Źródło | Źródło | Źródło | Źródło |        |
| --- | ----------------- | ---------------- | ----------------- | ---------------------- | ---------------------- | ---------------------- | ---------------------- | ---------------- | ---------------------------- | ---------------- | ---------------------------- | --------------- | ------------------- | --------------- | ---------------- | --------------------- | --------------------- | --------------- | ----------------- | ----------------- | ----------------- | ------------- | ----------- | --------------- | ----------------- | ----------------- | --------------- | --------------- | --------------- | ------------- | ------------- | ------ | ------ | ------ | ------ | ------ | ------ | ------ | ------ | ------ | ------ | ------ | ------ | ------ | ------ | ------ | ------ | ------ | ------ | ------ |
| Sezon 2022/2023 |                   |                  |                   |                        |                        |                        |                        |                  |                              |                  |                              |                 |                     |                 |                  |                       |                       |                 |                   |                   |                   |               |             |                 |                   |                   |                 |                 |                 |               |               |        |        |        |        |        |        |        |        |        |        |        |        |        |        |        |        |        |        |        |
| Wisła HS134 | Wisła HS134       | Ruka HS142       | Ruka HS142        | Titisee-Neustadt HS142 | Titisee-Neustadt HS142 | Engelberg HS140        | Engelberg HS140        | Oberstdorf HS137 | Garmisch-Partenkirchen HS142 | Innsbruck HS128  | Bischofshofen HS142          | Zakopane HS140  | Sapporo HS137       | Sapporo HS137   | Sapporo HS137    | Bad Mitterndorf HS235 | Bad Mitterndorf HS235 | Willingen HS147 | Willingen HS147   | Lake Placid HS128 | Lake Placid HS128 | Râșnov HS97   | Oslo HS134  | Oslo HS134      | Lillehammer HS140 | Lillehammer HS140 | Vikersund HS240 | Vikersund HS240 | Lahti HS130     | Planica HS240 | Planica HS240 | punkty |        |        |        |        |        |        |        |        |        |        |        |        |        |        |        |        |        |        |
| 18 | 29                | 27               | 48                | 25                     | 18                     | 29                     | 25                     | 24               | 27                           | 42               | 29                           | 42              | 31                  | 32              | 15               | q                     | 22                    | 40              | 24                | 24                | 20                | 15            | 7           | 22              | dq                | 9                 | 20              | 26              | 10              | 36            | 26            | 246    |        |        |        |        |        |        |        |        |        |        |        |        |        |        |        |        |        |        |
| Sezon 2023/2024 |                   |                  |                   |                        |                        |                        |                        |                  |                              |                  |                              |                 |                     |                 |                  |                       |                       |                 |                   |                   |                   |               |             |                 |                   |                   |                 |                 |                 |               |               |        |        |        |        |        |        |        |        |        |        |        |        |        |        |        |        |        |        |        |
| Ruka HS142 | Ruka HS142        | Lillehammer HS98 | Lillehammer HS140 | Klingenthal HS140      | Klingenthal HS140      | Engelberg HS140        | Engelberg HS140        | Oberstdorf HS137 | Garmisch-Partenkirchen HS142 | Innsbruck HS128  | Bischofshofen HS142          | Wisła HS134     | Zakopane HS140      | Willingen HS147 | Willingen HS147  | Lake Placid HS128     | Lake Placid HS128     | Sapporo HS137   | Sapporo HS137     | Oberstdorf HS235  | Oberstdorf HS235  | Lahti HS130   | Lahti HS130 | Oslo HS134      | Oslo HS134        | Trondheim HS105   | Trondheim HS138 | Vikersund HS240 | Vikersund HS240 | Planica HS240 | Planica HS240 | punkty | punkty | punkty | punkty | punkty | punkty | punkty | punkty | punkty | punkty | punkty | punkty | punkty | punkty | punkty | punkty | punkty | punkty | punkty |
| 40 | 20                | 16               | 19                | 23                     | 37                     | 7                      | 16                     | 41               | 39                           | 21               | 36                           | 22              | 32                  | 3               | 38               | 14                    | 9                     | 7               | 3                 | 24                | 17                | 9             | 22          | 2               | 32                | -                 | -               | -               | -               | -             | -             | 458    | 458    | 458    | 458    | 458    | 458    | 458    | 458    | 458    | 458    | 458    | 458    | 458    | 458    | 458    | 458    | 458    | 458    | 458    |
| Sezon 2024/2025 |                   |                  |                   |                        |                        |                        |                        |                  |                              |                  |                              |                 |                     |                 |                  |                       |                       |                 |                   |                   |                   |               |             |                 |                   |                   |                 |                 |                 |               |               |        |        |        |        |        |        |        |        |        |        |        |        |        |        |        |        |        |        |        |
| Lillehammer HS140 | Lillehammer HS140 | Ruka HS142       | Ruka HS142        | Wisła HS134            | Wisła HS134            | Titisee-Neustadt HS142 | Titisee-Neustadt HS142 | Engelberg HS140  | Engelberg HS140              | Oberstdorf HS137 | Garmisch-Partenkirchen HS142 | Innsbruck HS128 | Bischofshofen HS142 | Zakopane HS140  | Oberstdorf HS235 | Oberstdorf HS235      | Willingen HS147       | Willingen HS147 | Lake Placid HS128 | Lake Placid HS128 | Sapporo HS137     | Sapporo HS137 | Oslo HS134  | Vikersund HS240 | Vikersund HS240   | Lahti HS130       | Planica HS240   | Planica HS240   | punkty          | punkty        | punkty        | punkty | punkty | punkty | punkty | punkty | punkty | punkty | punkty | punkty | punkty | punkty | punkty | punkty | punkty | punkty | punkty |        |        |        |
| 7 | 6                 | 4                | 27                | 5                      | 8                      | 7                      | 3                      | 15               | 7                            | 7                | 11                           | 14              | 16                  | 18              | 30               | 8                     | 7                     | 6               | 21                | 6                 | 7                 | 12            | q           | -               | -                 | -                 | -               | -               | 678             | 678           | 678           | 678    | 678    | 678    | 678    | 678    | 678    | 678    | 678    | 678    | 678    | 678    | 678    | 678    | 678    | 678    | 678    |        |        |        |
| Legenda |                   |                  |                   |                        |                        |                        |                        |                  |                              |                  |                              |                 |                     |                 |                  |                       |                       |                 |                   |                   |                   |               |             |                 |                   |                   |                 |                 |                 |               |               |        |        |        |        |        |        |        |        |        |        |        |        |        |        |        |        |        |        |        |
| 1 2 3 4-10 11-30 poniżej 30 dq – dyskwalifikacja q – dyskwalifikacja w kwalifikacjach q – zawodnik nie zakwalifikował się - – zawodnik nie wystartował |                   |                  |                   |                        |                        |                        |                        |                  |                              |                  |                              |                 |                     |                 |                  |                       |                       |                 |                   |                   |                   |               |             |                 |                   |                   |                 |                 |                 |               |               |        |        |        |        |        |        |        |        |        |        |        |        |        |        |        |        |        |        |        |

### Miejsca w poszczególnych konkursach drużynowych Pucharu Świata
stan po zakończeniu sezonu 2024/2025
| Źródło                                                                          | Źródło          | Źródło          | Źródło                         | Źródło                         | Źródło                  | Źródło                    | Źródło                    | Źródło              | Źródło        |
| ------------------------------------------------------------------------------- | --------------- | --------------- | ------------------------------ | ------------------------------ | ----------------------- | ------------------------- | ------------------------- | ------------------- | ------------- |
| Sezon 2022/2023                                                                 | Sezon 2022/2023 | Sezon 2022/2023 | Titisee-Neustadt HS142 (mikst) | Zakopane HS140                 | Willingen HS147 (mikst) | Lake Placid HS128 (duety) | Râșnov HS97 (duety)       | Lahti HS130         | Planica HS240 |
| Sezon 2022/2023                                                                 | Sezon 2022/2023 | Sezon 2022/2023 | -                              | 5                              | -                       | -                         | 4                         | -                   | -             |
| Sezon 2023/2024                                                                 | Sezon 2023/2024 | Sezon 2023/2024 | Sezon 2023/2024                | Wisła HS134 (duety)            | Zakopane HS140          | Lake Placid HS128 (duety) | Oberstdorf HS235 (duety)  | Lahti HS130         | Planica HS240 |
| Sezon 2023/2024                                                                 | Sezon 2023/2024 | Sezon 2023/2024 | Sezon 2023/2024                | -                              | 5                       | -                         | 2                         | 1                   | -             |
| Sezon 2024/2025                                                                 | Sezon 2024/2025 | Sezon 2024/2025 | Lillehammer HS140 (mikst)      | Titisee-Neustadt HS142 (duety) | Zakopane HS140          | Willingen HS147 (mikst)   | Lake Placid HS128 (mikst) | Lahti HS130 (duety) | Planica HS240 |
| Sezon 2024/2025                                                                 | Sezon 2024/2025 | Sezon 2024/2025 | 2                              | 3                              | 3                       | 1                         | 2                         | -                   | -             |
| Legenda                                                                         |                 |                 |                                |                                |                         |                           |                           |                     |               |
| 1 2 3 4-8 poniżej 8 (Duety: 1 2 3 4-12 poniżej 12) - – zawodnik nie wystartował |                 |                 |                                |                                |                         |                           |                           |                     |               |

### Puchar Świata w lotach

#### Miejsca w klasyfikacji generalnej
| Sezon     | Miejsce |
| --------- | ------- |
| 2022/2023 | 28.     |
| 2023/2024 | 33.     |
| 2024/2025 | 29.     |

### Turniej Czterech Skoczni

#### Miejsca w klasyfikacji generalnej
| Sezon     | Miejsce |
| --------- | ------- |
| 2022/2023 | 24.     |
| 2023/2024 | 34.     |
| 2024/2025 | 12.     |

### Raw Air

#### Miejsca w klasyfikacji generalnej
| Sezon | Miejsce |
| ----- | ------- |
| 2023  | 21.     |
| 2024  | 50.     |

### Planica 7

#### Miejsca w klasyfikacji generalnej
| Sezon | Miejsce |
| ----- | ------- |
| 2023  | 28.     |

## Letnie Grand Prix

### Miejsca w klasyfikacji generalnej
| Sezon | Miejsce |
| ----- | ------- |
| 2024  | 20.     |

### Miejsca w poszczególnych konkursach indywidualnychLGP
stan po zakończeniu LGP 2024
| Źródło | Źródło           | Źródło           | Źródło        | Źródło          | Źródło            | Źródło          | Źródło          | Źródło            | Źródło | Źródło | Źródło | Źródło | Źródło | Źródło | Źródło | Źródło | Źródło | Źródło | Źródło | Źródło | Źródło | Źródło | Źródło | Źródło | Źródło | Źródło |
| --- | ---------------- | ---------------- | ------------- | --------------- | ----------------- | --------------- | --------------- | ----------------- | ------ | ------ | ------ | ------ | ------ | ------ | ------ | ------ | ------ | ------ | ------ | ------ | ------ | ------ | ------ | ------ | ------ | ------ |
| 2022 |                  |                  |               |                 |                   |                 |                 |                   |        |        |        |        |        |        |        |        |        |        |        |        |        |        |        |        |        |        |
| Wisła HS134 | Wisła HS134      | Courchevel HS135 | Râșnov HS97   | Hinzenbach HS90 | Klingenthal HS140 | punkty          | punkty          | punkty            | punkty | punkty | punkty | punkty | punkty | punkty |        |        |        |        |        |        |        |        |        |        |        |        |
| 34 | 36               | -                | -             | -               | -                 | 0               | 0               | 0                 | 0      | 0      | 0      | 0      | 0      | 0      |        |        |        |        |        |        |        |        |        |        |        |        |
| 2023 |                  |                  |               |                 |                   |                 |                 |                   |        |        |        |        |        |        |        |        |        |        |        |        |        |        |        |        |        |        |
| Courchevel HS132 | Courchevel HS132 | Szczyrk HS104    | Szczyrk HS104 | Râșnov HS97     | Râșnov HS97       | Hinzenbach HS90 | Hinzenbach HS90 | Klingenthal HS140 | punkty |        |        |        |        |        |        |        |        |        |        |        |        |        |        |        |        |        |
| - | -                | -                | -             | -               | -                 | -               | -               | 40                | 0      |        |        |        |        |        |        |        |        |        |        |        |        |        |        |        |        |        |
| 2024 |                  |                  |               |                 |                   |                 |                 |                   |        |        |        |        |        |        |        |        |        |        |        |        |        |        |        |        |        |        |
| Courchevel HS132 | Courchevel HS132 | Wisła HS134      | Wisła HS134   | Râșnov HS97     | Râșnov HS97       | Hinzenbach HS90 | Hinzenbach HS90 | Klingenthal HS140 | punkty | punkty | punkty | punkty | punkty | punkty | punkty | punkty | punkty |        |        |        |        |        |        |        |        |        |
| - | -                | 7                | 6             | -               | -                 | -               | -               | 5                 | 121    | 121    | 121    | 121    | 121    | 121    | 121    | 121    | 121    |        |        |        |        |        |        |        |        |        |
| Legenda |                  |                  |               |                 |                   |                 |                 |                   |        |        |        |        |        |        |        |        |        |        |        |        |        |        |        |        |        |        |
| 1 2 3 4-10 11-30 poniżej 30 dq – dyskwalifikacja q – dyskwalifikacja w kwalifikacjach q – zawodnik nie zakwalifikował się - – zawodnik nie wystartował |                  |                  |               |                 |                   |                 |                 |                   |        |        |        |        |        |        |        |        |        |        |        |        |        |        |        |        |        |        |

## Puchar Kontynentalny

### Miejsca w klasyfikacji generalnej
| Sezon     | Miejsce |
| --------- | ------- |
| 2021/2022 | 92.     |

### Miejsca w poszczególnych konkursach Pucharu Kontynentalnego
stan po zakończeniu sezonu 2024/2025
| Sezon 2021/2022                                                               |                   |                 |                 |            |            |                 |                 |                  |                  |                 |                 |                     |                     |                     |                  |                  |            |            |               |               |             |             |                |                |                |        |
| Zhangjiakou HS140                                                             | Zhangjiakou HS140 | Vikersund HS117 | Vikersund HS117 | Ruka HS142 | Ruka HS142 | Engelberg HS140 | Engelberg HS140 | Oberstdorf HS137 | Oberstdorf HS137 | Innsbruck HS128 | Innsbruck HS128 | Iron Mountain HS133 | Iron Mountain HS133 | Iron Mountain HS133 | Brotterode HS117 | Brotterode HS117 | Rena HS139 | Rena HS139 | Planica HS138 | Planica HS138 | Lahti HS130 | Lahti HS130 | Zakopane HS140 | Zakopane HS140 | Zakopane HS140 | punkty |
| -                                                                             | -                 | -               | -               | -          | -          | -               | -               | -                | -                | 28              | dq              | -                   | -                   | -                   | -                | -                | -          | -          | -             | -             | 18          | 32          | -              | -              | -              | 16     |
| Legenda                                                                       |                   |                 |                 |            |            |                 |                 |                  |                  |                 |                 |                     |                     |                     |                  |                  |            |            |               |               |             |             |                |                |                |        |
| 1 2 3 4-10 11-30 poniżej 30 dq – dyskwalifikacja - – zawodnik nie wystartował |                   |                 |                 |            |            |                 |                 |                  |                  |                 |                 |                     |                     |                     |                  |                  |            |            |               |               |             |             |                |                |                |        |

## Letni Puchar Kontynentalny

### Miejsca w klasyfikacji generalnej
| Sezon | Miejsce |
| ----- | ------- |
| 2021  | 87.     |
| 2022  | 3.      |

### Miejsca na podium w konkursach indywidualnych Letniego Pucharu Kontynentalnego chronologicznie
| Lp. | Dzień          | Rok  | Miejscowość | Skocznia            | Punkt K | HS     | Skok 1  | Skok 2  | Nota      | Lok. | Strata   | Zwycięzca       |
| --- | -------------- | ---- | ----------- | ------------------- | ------- | ------ | ------- | ------- | --------- | ---- | -------- | --------------- |
| 1.  | 3 września     | 2022 | Lillehammer | Lysgårdsbakken      | K-123   | HS-140 | 136,5 m | 132,5 m | 250,6 pkt | 3.   | 17,7 pkt | Sondre Ringen   |
| 2.  | 4 września     | 2022 | Lillehammer | Lysgårdsbakken      | K-123   | HS-140 | 140,0 m | 138,5 m | 273,4 pkt | 3.   | 1,4 pkt  | Sondre Ringen   |
| 3.  | 24 września    | 2022 | Klingenthal | Vogtland Arena      | K-125   | HS-140 | 133,0 m | 130,0 m | 246,0 pkt | 3.   | 12,5 pkt | Sondre Ringen   |
| 4.  | 8 października | 2022 | Lake Placid | MacKenzie Intervale | K-115   | HS-128 | 127,0 m | 123,0 m | 273,6 pkt | 3.   | 20,2 pkt | Michael Hayböck |

### Miejsca w poszczególnych konkursachLetniego Pucharu Kontynentalnego
stan po zakończeniu LPK 2024
| Źródło                                                                        | Źródło            | Źródło         | Źródło         | Źródło            | Źródło            | Źródło              | Źródło              | Źródło            | Źródło     | Źródło            | Źródło            | Źródło | Źródło | Źródło | Źródło | Źródło | Źródło | Źródło | Źródło | Źródło | Źródło | Źródło | Źródło | Źródło | Źródło | Źródło |
| ----------------------------------------------------------------------------- | ----------------- | -------------- | -------------- | ----------------- | ----------------- | ------------------- | ------------------- | ----------------- | ---------- | ----------------- | ----------------- | ------ | ------ | ------ | ------ | ------ | ------ | ------ | ------ | ------ | ------ | ------ | ------ | ------ | ------ | ------ |
| 2021                                                                          |                   |                |                |                   |                   |                     |                     |                   |            |                   |                   |        |        |        |        |        |        |        |        |        |        |        |        |        |        |        |
| Kuopio HS127                                                                  | Kuopio HS127      | Frenštát HS106 | Frenštát HS106 | Râșnov HS97       | Râșnov HS97       | Bischofshofen HS142 | Bischofshofen HS142 | Oslo HS106        | Oslo HS106 | Klingenthal HS140 | Klingenthal HS140 | punkty | punkty | punkty | punkty | punkty | punkty | punkty | punkty | punkty |        |        |        |        |        |        |
| -                                                                             | -                 | -              | -              | 37                | 24                | -                   | -                   | -                 | -          | -                 | -                 | 7      | 7      | 7      | 7      | 7      | 7      | 7      | 7      | 7      |        |        |        |        |        |        |
| 2022                                                                          |                   |                |                |                   |                   |                     |                     |                   |            |                   |                   |        |        |        |        |        |        |        |        |        |        |        |        |        |        |        |
| Lillehammer HS140                                                             | Lillehammer HS140 | Stams HS115    | Stams HS115    | Klingenthal HS140 | Klingenthal HS140 | Lake Placid HS100   | Lake Placid HS128   | Lake Placid HS128 | punkty     | punkty            | punkty            | punkty | punkty | punkty | punkty | punkty | punkty |        |        |        |        |        |        |        |        |        |
| 3                                                                             | 3                 | 13             | 11             | 3                 | 5                 | 5                   | 3                   | 6                 | 414        | 414               | 414               | 414    | 414    | 414    | 414    | 414    | 414    |        |        |        |        |        |        |        |        |        |
| Legenda                                                                       |                   |                |                |                   |                   |                     |                     |                   |            |                   |                   |        |        |        |        |        |        |        |        |        |        |        |        |        |        |        |
| 1 2 3 4-10 11-30 poniżej 30 dq – dyskwalifikacja - − zawodnik nie wystartował |                   |                |                |                   |                   |                     |                     |                   |            |                   |                   |        |        |        |        |        |        |        |        |        |        |        |        |        |        |        |

## FIS Cup

### Miejsca w klasyfikacji generalnej
| Sezon     | Miejsce |
| --------- | ------- |
| 2017/2018 | 93.     |
| 2018/2019 | 157.    |
| 2019/2020 | 77.     |
| 2021/2022 | 81.     |

### Miejsca w poszczególnych konkursachFIS Cupu
stan po zakończeniu sezonu 2024/2025
| Źródło                                                                        | Źródło        | Źródło           | Źródło           | Źródło           | Źródło           | Źródło           | Źródło           | Źródło          | Źródło          | Źródło         | Źródło         | Źródło         | Źródło         | Źródło               | Źródło               | Źródło         | Źródło         | Źródło         | Źródło         | Źródło       | Źródło        | Źródło        | Źródło | Źródło | Źródło | Źródło | Źródło | Źródło | Źródło | Źródło | Źródło | Źródło | Źródło | Źródło | Źródło | Źródło | Źródło | Źródło | Źródło |        |
| ----------------------------------------------------------------------------- | ------------- | ---------------- | ---------------- | ---------------- | ---------------- | ---------------- | ---------------- | --------------- | --------------- | -------------- | -------------- | -------------- | -------------- | -------------------- | -------------------- | -------------- | -------------- | -------------- | -------------- | ------------ | ------------- | ------------- | ------ | ------ | ------ | ------ | ------ | ------ | ------ | ------ | ------ | ------ | ------ | ------ | ------ | ------ | ------ | ------ | ------ | ------ |
| Sezon 2017/2018                                                               |               |                  |                  |                  |                  |                  |                  |                 |                 |                |                |                |                |                      |                      |                |                |                |                |              |               |               |        |        |        |        |        |        |        |        |        |        |        |        |        |        |        |        |        |        |
| Villach HS98                                                                  | Villach HS98  | Kuopio HS127     | Kuopio HS127     | Kandersteg HS106 | Kandersteg HS106 | Râșnov HS100     | Râșnov HS100     | Whistler HS104  | Whistler HS104  | Notodden HS100 | Notodden HS100 | Zakopane HS140 | Zakopane HS140 | Planica HS102        | Planica HS102        | Rastbüchl HS78 | Rastbüchl HS78 | Villach HS98   | Villach HS98   | Falun HS100  | punkty        | punkty        | punkty | punkty | punkty | punkty | punkty | punkty | punkty | punkty | punkty | punkty | punkty | punkty | punkty | punkty | punkty | punkty | punkty |        |
| -                                                                             | -             | -                | -                | -                | -                | -                | -                | -               | -               | 22             | dq             | -              | -              | -                    | -                    | -              | -              | -              | -              | 10           | 35            | 35            | 35     | 35     | 35     | 35     | 35     | 35     | 35     | 35     | 35     | 35     | 35     | 35     | 35     | 35     | 35     | 35     | 35     |        |
| Sezon 2018/2019                                                               |               |                  |                  |                  |                  |                  |                  |                 |                 |                |                |                |                |                      |                      |                |                |                |                |              |               |               |        |        |        |        |        |        |        |        |        |        |        |        |        |        |        |        |        |        |
| Villach HS98                                                                  | Villach HS98  | Szczyrk HS106    | Szczyrk HS106    | Râșnov HS97      | Râșnov HS97      | Notodden HS100   | Notodden HS100   | Park City HS100 | Park City HS100 | Zakopane HS140 | Zakopane HS140 | Planica HS102  | Planica HS102  | Rastbüchl HS78       | Rastbüchl HS78       | Villach HS98   | Villach HS98   | punkty         | punkty         | punkty       | punkty        | punkty        | punkty | punkty | punkty | punkty | punkty | punkty | punkty | punkty | punkty | punkty | punkty | punkty | punkty | punkty |        |        |        |        |
| -                                                                             | -             | -                | -                | -                | -                | 29               | 29               | -               | -               | -              | -              | -              | -              | -                    | -                    | -              | -              | 4              | 4              | 4            | 4             | 4             | 4      | 4      | 4      | 4      | 4      | 4      | 4      | 4      | 4      | 4      | 4      | 4      | 4      | 4      |        |        |        |        |
| Sezon 2019/2020                                                               |               |                  |                  |                  |                  |                  |                  |                 |                 |                |                |                |                |                      |                      |                |                |                |                |              |               |               |        |        |        |        |        |        |        |        |        |        |        |        |        |        |        |        |        |        |
| Szczyrk HS104                                                                 | Szczyrk HS104 | Szczuczyńsk HS99 | Szczuczyńsk HS99 | Ljubno HS94      | Ljubno HS94      | Pjongczang HS109 | Pjongczang HS109 | Râșnov HS97     | Râșnov HS97     | Villach HS98   | Villach HS98   | Notodden HS98  | Notodden HS98  | Oberwiesenthal HS105 | Oberwiesenthal HS105 | Zakopane HS140 | Zakopane HS140 | Rastbüchl HS78 | Rastbüchl HS78 | Villach HS98 | Villach HS98  | punkty        | punkty | punkty | punkty | punkty | punkty | punkty | punkty | punkty | punkty | punkty | punkty | punkty | punkty | punkty | punkty | punkty | punkty | punkty |
| -                                                                             | -             | -                | -                | -                | -                | -                | -                | -               | -               | -              | -              | 13             | 23             | -                    | -                    | -              | -              | -              | -              | 21           | 15            | 54            | 54     | 54     | 54     | 54     | 54     | 54     | 54     | 54     | 54     | 54     | 54     | 54     | 54     | 54     | 54     | 54     | 54     | 54     |
| Sezon 2021/2022                                                               |               |                  |                  |                  |                  |                  |                  |                 |                 |                |                |                |                |                      |                      |                |                |                |                |              |               |               |        |        |        |        |        |        |        |        |        |        |        |        |        |        |        |        |        |        |
| Otepää HS97                                                                   | Otepää HS97   | Kuopio HS100     | Kuopio HS127     | Einsiedeln HS117 | Einsiedeln HS117 | Ljubno HS94      | Ljubno HS94      | Villach HS98    | Villach HS98    | Lahti HS100    | Lahti HS100    | Falun HS100    | Falun HS100    | Kandersteg HS106     | Kandersteg HS106     | Notodden HS98  | Notodden HS98  | Zakopane HS105 | Villach HS98   | Villach HS98 | Oberhof HS100 | Oberhof HS100 | punkty |        |        |        |        |        |        |        |        |        |        |        |        |        |        |        |        |        |
| 20                                                                            | 17            | -                | -                | -                | -                | -                | -                | -               | -               | -              | -              | 36             | 17             | -                    | -                    | -              | -              | -              | -              | -            | -             | -             | 39     |        |        |        |        |        |        |        |        |        |        |        |        |        |        |        |        |        |
| Legenda                                                                       |               |                  |                  |                  |                  |                  |                  |                 |                 |                |                |                |                |                      |                      |                |                |                |                |              |               |               |        |        |        |        |        |        |        |        |        |        |        |        |        |        |        |        |        |        |
| 1 2 3 4-10 11-30 poniżej 30 dq – dyskwalifikacja - − zawodnik nie wystartował |               |                  |                  |                  |                  |                  |                  |                 |                 |                |                |                |                |                      |                      |                |                |                |                |              |               |               |        |        |        |        |        |        |        |        |        |        |        |        |        |        |        |        |        |        |